# Rosário do Catete
Rosário do Catete is een gemeente in de Braziliaanse deelstaat Sergipe. De gemeente telt 8.965 inwoners (schatting 2009).

## Verkeer en vervoer
De plaats ligt aan de noord-zuidlopende weg BR-101 tussen Touros en São José do Norte. Daarnaast ligt ze aan de weg SE-431.